# Cycloctenus flaviceps
Cycloctenus flaviceps là một loài nhện trong họ Deinopidae.
Loài này thuộc chi Cycloctenus. Cycloctenus flaviceps được miêu tả năm 1878 bởi Ludwig Carl Christian Koch.